# Neu Falkenhagen
Neu Falkenhagen ist ein Ortsteil der Stadt Waren (Müritz) im Landkreis Mecklenburgische Seenplatte in Mecklenburg-Vorpommern.

## Geografie
Neu Falkenhagen liegt vier Kilometer nördlich der Altstadt von Waren (Müritz). Im Osten liegt das Bruch des Stadtgrabens, das als Naturschutzgebiet Ostufer Tiefwaren – Falkenhäger Bruch ausgewiesen ist.
Eine Straße verbindet den Ort Richtung Süden nach Waren und Richtung Norden nach Alt Falkenhagen bzw. zur Landesstraße 202, die Waren mit Malchin verbindet. Auf ihr verläuft der Elbe-Müritz-Rundweg.
600 Meter westlich des Dorfes verläuft die Bahnstrecke Waren–Malchin.

## Sehenswürdigkeiten

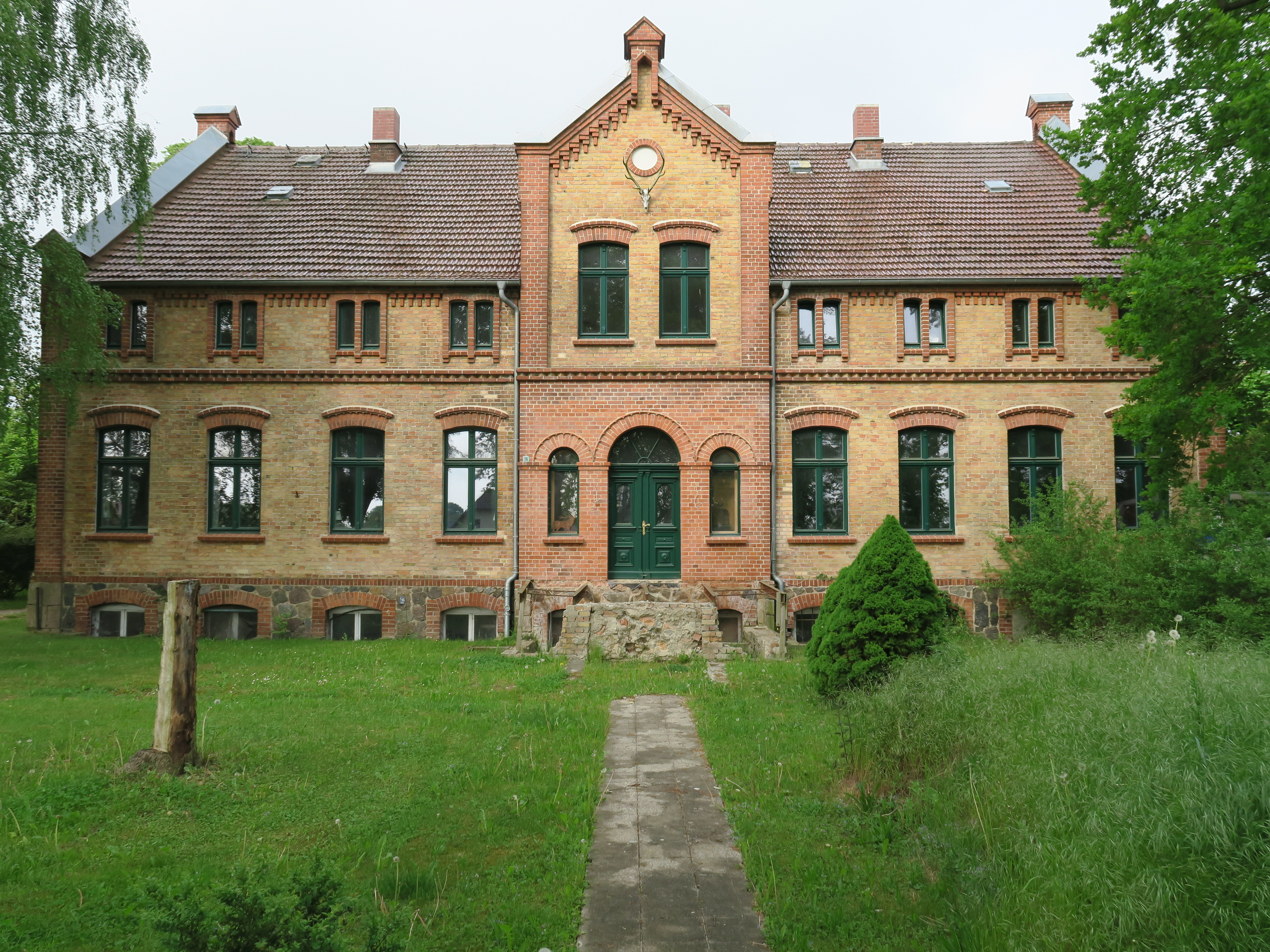
Gutshaus Neu Falkenhagen

Am westlichen Rand des Dorfes befindet sich das denkmalgeschützte Gutshaus Neu Falkenhagen, ein Stadtgut – also ursprünglich im Besitz der Gemeinde – aus dem Jahr 1891, das sich seit 2004 im Privatbesitz befindet.
Direkt südlich des Dorfes steht auf einer Anhöhe ein etwa 25 Meter hoher ehemaliger Richtfunkturm (B-Turm des Richtfunknetzes der SED), der nach 1980 von der Gesellschaft für Sport und Technik (GST) genutzt wurde.

## Nachweise
1. ↑  Gutshaus Neu Falkenhagen auf gutshaeuser.de, abgerufen am 1. Mai 2017